# Fajing
Fajing ou fajin (chinois simplifié : 发劲 ; chinois traditionnel : 發勁 ; pinyin : fājìn ou fājìng ; litt. « produire / envoyer de la force / énergie ») ou « explosion de force », est une expression chinoise utilisée dans la majorité des arts martiaux chinois.
On peut citer notamment :
- Les styles internes, tels que le xingyi quan, le tai-chi-chuan et le bagua zhang.
- Les styles externes, tels que le hung-gar ou encore le baihe quan.

Fajing désigne la libération brutale et explosive de force ou puissance et n'est pas spécifique à un quelconque type de frappe.

## Anecdote
Dans le manga et animé Kengan Ashura et sa suite Kengan Omega, le combattant Mikazuchi Rei utilise une branche inconnue de Fajing.